# Nossa Senhora das Dores (Sergipe)
Nossa Senhora das Dores es un municipio brasileño del estado de Sergipe. 
Se localiza a una latitud 10º29'30" sur y a una longitud 37º11'36" oeste, estando a una altitud de 204 metros. Su población estimada en 2007 era de 23.800 habitantes. Posee un área de 482,6 km². Está a 72 km de Aracaju y a 392 km de Salvador.